# Paramucrona brasiliensis
Paramucrona brasiliensis är en stekelart som beskrevs av John S. Noyes 1980. Paramucrona brasiliensis ingår i släktet Paramucrona och familjen sköldlussteklar. Inga underarter finns listade i Catalogue of Life.